# الین (میسیسیپی)
الین، می‌سی‌سی‌پی (به انگلیسی: Allen, Mississippi) یک منطقهٔ مسکونی در ایالات متحده آمریکا است که در ایالت میسیسیپی واقع شده‌است.

## خصوصیات
الین ۴۶٫۰۳ متر بالاتر از سطح دریا واقع شده‌است.